# Histoire de la navigation astronomique

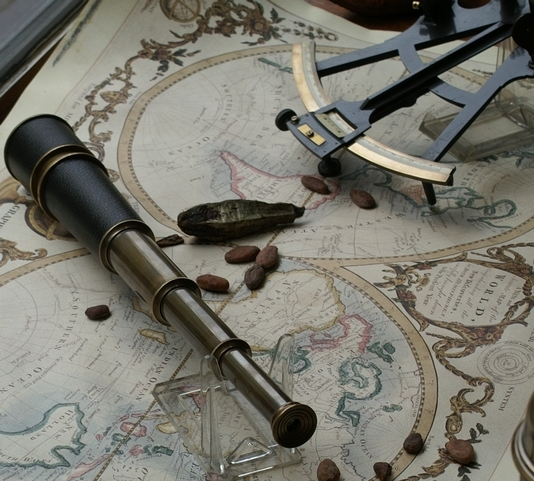
Des instruments de navigation.

La science de la navigation a pour objet principal la solution des deux problèmes suivants :
1. déterminer la route à suivre pour se rendre d'un lieu à un autre ;
2. faire le point, c'est-à-dire déterminer la position du navire sur la surface des mers ;

La résolution de ces problèmes exige des observations et des calculs, différents suivant les circonstances.
D'où plusieurs méthodes de navigation :
1. Navigation à l'estime, dans laquelle les éléments des calculs sont tirés uniquement des indications du loch et du compas ;
2. « Navigation observée », dans laquelle on utilise des observations d'objets de positions connues. Elle se subdivise en navigation côtière et, en navigation astronomique suivant que les objets observés sont des points terrestres ou des astres ;
3. « Navigation radioélectrique », dans laquelle on fait appel à des moyens radioélectriques, et comprenant, en particulier, la navigation par satellite artificiel de la terre.

Dans ce qui suit, il est fait un bref survol de la seule navigation astronomique. Le problème de cette méthode s'est posé lorsque les navigateurs quittèrent de vue le rivage. Sur la surface des mers, rien ne change d'aspect que le ciel. Il était donc naturel que les navigateurs demandent à l'astronomie de leur venir en aide.
La navigation hors de vue de côtes fut très longtemps un art réservé à quelques initiés. Elle est devenue une Science relativement précise et sûre grâce à la détermination astronomique du point. C'est par une lente transformation et par des chemins parfois sinueux, qu'une méthode simple a vu le jour, à la suite des progrès accomplis par l'Astronomie et de ceux réalisés dans la construction des instruments de mesure : mesure d'angles et mesure de temps. Cette méthode est celle des droites de hauteur.
Évolution, en abrégé de la navigation astronomique : le problème du « point » présente deux recherches, de difficultés bien différentes. L'une est la détermination de la latitude, l'autre celle de la longitude. De plus, il suppose que le navigateur possède des cartes côtières et océaniques exactes, afin d'y repérer, sans erreur, sa position. C'est pourquoi dans une étude plus complète, il serait nécessaire de réserver plusieurs paragraphes aux cartes marines.

## Navigation astronomique

### Détermination de la latitude
Pour la détermination de la latitude, le navigateur s'adressa d'abord à l'étoile polaire. Dès le XIVe siècle, en mesurant avec l'astrolabe nautique la hauteur de l'étoile Polaire, le navigateur obtenait, avec une légère correction que les pilotes savaient par cœur, sa latitude. Ce procédé si commode ne pouvait cependant suffire à lui seul pour tous les besoins de la navigation. Il n'était utilisable que de nuit. De plus, l'étoile polaire n'est visible que dans l'hémisphère nord. À mesure que les navigateurs s'approchaient de l'équateur, la polaire s'abaissait de plus en plus sur l'horizon, puis cessait d'être visible pour eux. Aucune étoile brillante ne joue un rôle analogue dans l'hémisphère sud (voir Sigma Octantis).
Il fallait trouver une méthode susceptible d'être employée le jour sur toute la Terre.
C'est Martin Behaim, astronome du roi Jean II de Portugal qui, vers 1485, répandit l'usage de tables pratiques de déclinaison du soleil, et enseigna aux navigateurs le moyen d'avoir leur latitude à l'aide de la hauteur méridienne du Soleil prise à l'astrolabe nautique.
Ce progrès marque une époque dans la navigation astronomique. Toutes les navigations se feront à l'estime, en partie rectifiée par la latitude observée (jusqu'à la fin du XVIIIe siècle). C'est aussi en latitude qu'on atterrira, suivant un procédé utilisé encore aujourd'hui.
On chercha à perfectionner les instruments de mesure de hauteurs, car toute erreur sur la hauteur se reporte intégralement sur la latitude.
Aussi vit-on éclore différents instruments : l'anneau astronomique, l'arbalestrille, le quart nautique ...
Ainsi les navigateurs possédaient à la fin du XVe siècle le moyen de déterminer astronomiquement l'une des coordonnées du point, la latitude. Mais la longitude restait encore du domaine de l'estime.

### Détermination de la longitude
On pensa quelque temps pouvoir déduire la longitude de la déclinaison magnétique (Christophe Colomb).
On parlait encore de ce procédé trois siècles après sa découverte.
Astronomiquement, la longitude est égale à la différence des angles horaires ou des temps simultanés d'un même astre dans le lieu où l'on se trouve et dans le lieu origine des longitudes.
L'angle horaire d'un astre dans un lieu à un instant donné était relativement facile à déterminer, même avec les instruments rudimentaires dont on disposait au XVe siècle. Il n'en allait pas de même pour la détermination de l'angle horaire de l'astre dans le lieu origine.
Il faut remarquer que le problème a été résolu, en principe, presque aussitôt posé, c'est-à-dire vers le milieu du XVIe siècle.
On peut constater que les savants trouvèrent immédiatement les procédés qui, après plus de deux siècles et demi de travaux, devaient fournir la solution cherchée.
D'une part, utilisation des signaux instantanés que présente le ciel, visibles à la fois sur tout un hémisphère et dont l'instant a été calculé à l'avance en temps du 1er méridien.
D'autre part, construction d'un appareil permettant de conserver avec une grande précision l'heure du 1er méridien.
C'est ainsi qu'avait été préconisé l'emploi des « distances lunaires » et celui des montres.
Mais au XVIIe siècle, la résolution du problème des longitudes restait stationnaire car elle nécessitait une astronomie, une physique et une technique dans un état d'avancement que ces disciplines n'avaient pas.
Dès lors, puisque les méthodes astronomiques ne donnaient pas satisfaction, il fallait faire retour à des méthodes terrestres et naviguer en se passant du ciel, donc revenir à l’estime.
Puisqu'on ne parvenait pas à tirer parti des mouvements célestes, par suite de la grossièreté des instruments d'observation et de l'imperfection des tables astronomiques, il était normal de penser qu'on arriverait avec moins de difficultés à mesurer exactement des angles et des vitesses sur la Terre.
C'est pour cette raison vraisemblablement que pendant le XVIe et le XVIIe siècle le problème de la loxodromie, courbe qui s'enroule sur la terre en coupant tous les méridiens sous un angle constant (trajectoire du navire qui gouverne toujours au même cap), a été étudié avec tant d'ardeur et que la résolution du problème de l'estime a suscité de grands espoirs.
Il est certain qu'à cette époque l'estime, avec toutes ses incertitudes, donnait cependant beaucoup plus de satisfactions que les procédés astronomiques.
Les ouvrages de cette époque indiquaient encore comme méthodes possibles pour résoudre le problème des longitudes:
- L'observation d'une éclipse dont les différentes phases sont repérées en heures du méridien de Paris, dans les recueils astronomiques. Pour résoudre un problème qui se pose chaque jour, ce phénomène est trop peu fréquent.
- L'observation d'une occultation d’étoile.
- L’utilisation de l'éclairement et de l'obscurcissement des taches de la Lune durant les progrès de la lunaison.
- L'observation des éclipses des satellites de Jupiter, que Galilée avait découverts au nombre de quatre, dès 1610. Ces éclipses se produisent plusieurs fois par jour. Le mouvement d'une tache de Jupiter dont on avait reconnu qu'elle achevait son tour en neuf heures.

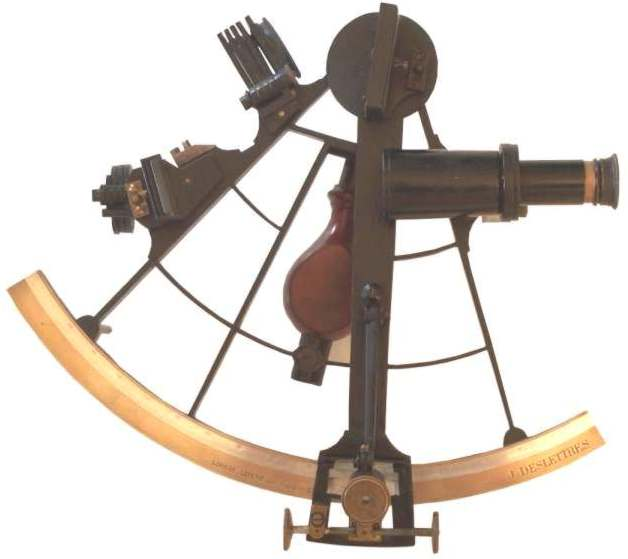
sextant fin 19e

Il aurait fallu pour observer utilement tous ces phénomènes des lunettes assez puissantes dont les observatoires du XVIIe siècle commençaient à peine à être munis, en admettant qu'on puisse employer de telles lunettes sur un navire.
On fit alors des tentatives pour conserver à bord l'heure du premier méridien au moyen d'horloges; on essaya successivement des sabliers de 24 heures, des clepsydres à eau et à mercure, des horloges à balancier suspendues à la Cardan.
Tous ces essais furent vains.
En 1714, le Parlement britannique promit une récompense considérable à qui trouverait une solution acceptable au problème de la longitude en mer.
Le « quartier anglais », apparu vers 1600, constituait un notable progrès sur l'arbalestrille. Mais la construction en 1731 de l'octant, à double réflexion, d'Hadley, qui a servi de base aux sextants modernes, permit de donner aux observations une précision qui dépassait de beaucoup ce qu'on avait obtenu jusque-là. Avec la création de l'octant devait débuter l'ère des "distances lunaires", étape importante vers une solution satisfaisante du problème des longitudes.

#### Distances lunaires et chronomètres
Jusque vers la fin du premier tiers du XIXe siècle, la méthode des distances lunaires l'a emporté sur la méthode chronométrique car les montres imparfaites demandaient un contrôle permanent par les observations astronomiques.
Les chronomètres devenant de plus en plus sûrs, les méthodes lunaires devaient être de moins en moins employées, pour être complètement délaissées avant la fin du siècle.
Le degré de perfection atteint par les chronomètres ne permettait plus de considérer comme moyen de contrôle efficace une méthode astronomique dont les résultats étaient moins précis que ceux qu'il s'agissait de vérifier.
Car l'observation et le calcul d'une distance lunaire sont des opérations longues et délicates, et la confiance que l'on peut accorder à des résultats obtenus avec des observations médiocres ne peut pas être très grande.
La méthode n'était pas à n'importe quel moment utilisable par le navigateur à la recherche d'un point, puisqu'il était nécessaire que la Lune soit levée et à plus de deux ou trois jours de la nouvelle lune. Dans ces conditions, sur des navires à grande vitesse, la méthode aurait été déficiente.
Dans la méthode chronométrique qui utilise la mesure de la hauteur d'un astre, tous les astres sont en principe équivalents dès l'instant que l'observateur possède leurs éphémérides. Pour observer, il suffit que le ciel et l'horizon soient découverts.
Les observations sont simples, les calculs courts, le résultat relativement précis si le chronomètre est bien réglé.
On comprend dès lors la recherche constante du perfectionnement des chronomètres et, ceux-ci ayant atteint d'excellentes qualités de justesse et de précision, l'emploi final exclusif des méthodes chronométriques.

### Lieux géométriques
Au lieu de déterminer séparément la latitude et la longitude, suivant le principe de l’« ancienne navigation », on commença à naviguer, surtout à partir de 1875-1880, en faisant appel aux lieux géométriques exacts et uniquement avec le chronomètre, en appliquant la méthode de la « nouvelle navigation ».
Nous supposerons que l'on a avec exactitude l'heure du 1er méridien. Deux hauteurs sont nécessaires pour déterminer les coordonnées du navire.
Toutefois, nous remarquerons qu'une seule de ces observations, incapable par elle-même de fixer la position, donne cependant un lieu géométrique exact.
Elle fournit donc un renseignement précieux, qu'on la complète ou non par une seconde observation.
Tandis que dans l' l’« ancienne méthode », l'observation du matin par exemple restait inutile tant que la hauteur méridienne (ou circuméridienne) n'avait pas été prise.

### Méthode des droites de hauteur
La Connaissance des Temps permet de déterminer le point a de la Terre au zénith duquel se trouve l'astre A à l'instant de son observation. La mesure de la hauteur Hv de l'astre donne la distance az = 90° - Hv de cet astre à notre zénith z. Sur la terre supposée sphérique, ce dernier se trouve donc sur un petit cercle de pôle a et de rayon az, appelé cercle de hauteur.
Son image sur la carte, ou courbe de hauteur, représente l'ensemble des lieux de la Terre parmi lesquels se trouve notre position actuelle.
Pour fixer cette dernière, une seconde observation est nécessaire ; ce sera, au même instant, la hauteur d'un astre B qui fournira un second cercle de hauteur.
Notre position est déterminée par l'intersection sur la carte des images des deux cercles de hauteur. Ces derniers se coupent en deux points mais il ne saurait y avoir ambiguïté sur celui qu'il faut choisir parce que l'on connaît toujours approximativement les coordonnées du navire.
Le tracé d'une courbe de hauteur est en général compliqué. S'il était indispensable, la méthode serait impraticable. Mais il n'est pas nécessaire. En effet, il n'est utile de tracer sur la carte que l'arc de courbe sur lequel nous nous trouvons, c'est-à-dire celui qui est le plus voisin du point estimé.
Or, à cause de la faible courbure en général de cette courbe, cet arc peut, dans la pratique, être confondu avec sa tangente en un point voisin de la position du navire.
C'est cette tangente qui est appelée droite de hauteur ; c'est sur cette droite, substituée à l'arc de courbe et par suite facile à tracer, que nous nous trouvons.
Le « point observé » est alors à l'intersection des deux droites de hauteur.
Si les deux observations ne sont pas simultanées, le point où se trouve le navire lors de la seconde observation est l'intersection de la deuxième droite avec la première transportée parallèlement à elle-même du chemin parcouru par le navire entre les deux observations.
La droite de hauteur fut « découverte » en 1837 par l'américain Sumner.
En 1875, Marcq Saint-Hilaire publia sa méthode du « point rapproché » pour déterminer les éléments d'une droite de hauteur ; elle finit par l'emporter sur les autres méthodes utilisées pour cette détermination et est aujourd'hui universellement employée sur toutes les mers du globe par des navigateurs de toutes nationalités ainsi que nous l'avons déjà rappelé.

### Méthode de Saint-Hilaire
Dans la méthode Marcq, on calcule la hauteur He que l'on aurait mesurée si l'on avait été réellement au point estimé à l'instant de l'observation, la différence (Hv - He) entre la valeur Hv qui a été observée et celle He qui a été calculée donne la distance minimum du point estimé à la courbe de hauteur.
Le tracé de la droite de hauteur est alors simple. On place sur la carte le point estimé Ze. Puis, traçant la direction azimutale de l'astre Ze a,
on porte vers l'astre le vecteur ZeZ'= (Hv - He) s'il est positif, à l'opposé s'il est négatif.
Par le point Z', on mène une droite perpendiculaire à Ze a : c'est la droite de hauteur.
La préparation du point d'aube ou du point crépusculaire nécessite de savoir quelle sera la configuration du ciel à l'heure du lever du soleil ou de son coucher. En effet, il n'y a qu'un petit intervalle de temps d'une dizaine de minutes à l'intérieur duquel soit les étoiles sont encore visibles et l'horizon devient visible (point d'aube), soit l'horizon est encore visible et les étoiles deviennent visibles (point crépusculaire). Afin d'éviter d'avoir à chercher les astres dont on veut mesurer les hauteurs, on repère auparavant quels seront les astres favorables (bonne luminosité, assez haut au-dessus de l'horizon, espacés angulairement de 120°). Tirant l'heure de l'observation des « éphémérides nautiques », on peut avoir une mesure approximative de l'azimut et de la hauteur des astres intéressants grâce à la navisphère (appelée aussi « tête de veau ») ou du planisphère (« starfinder »). Les tables américaines HO.249 fournissent des valeurs suffisamment exactes pour prérégler le sextant, l'astre cherché dans l'azimut indiqué par la table apparaît un peu au-dessus ou un peu au-dessous de l'horizon. Lui faire tangenter l'horizon va très vite. Ces tables permettent de mesurer la hauteur de 7 à 9 étoiles rapidement là où navisphère et planisphère ne permettent d'effectuer que 3 à 4 observations étant donné le temps plus long passé à rechercher les étoiles.

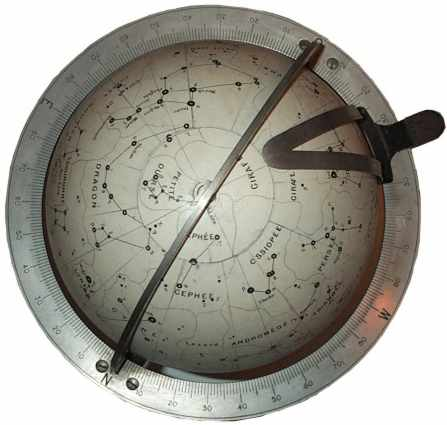
navisphère vu de dessus
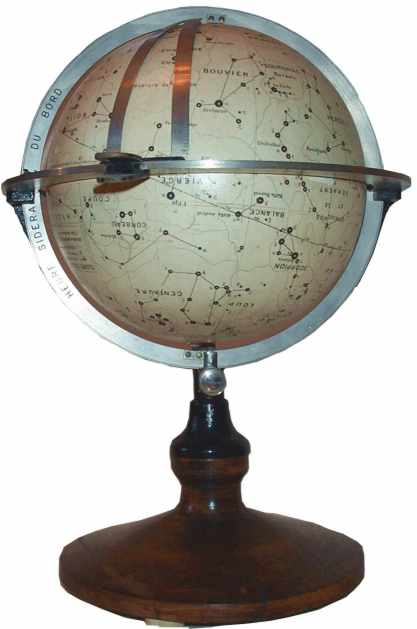
navisphère vu de côté

## Table chronologique de la navigation astronomique

### Antiquité
- Le archipel d'Océanie sont peuplés depuis la préhistoire ; les Austronésiens pratiquaient la navigation astronomique, voir Peuplement de l'Océanie > Navigation hauturière.
- La navigation astronomique est attestée dès la plus haute antiquité, comme chez Homère[2].

### Moyen Âge

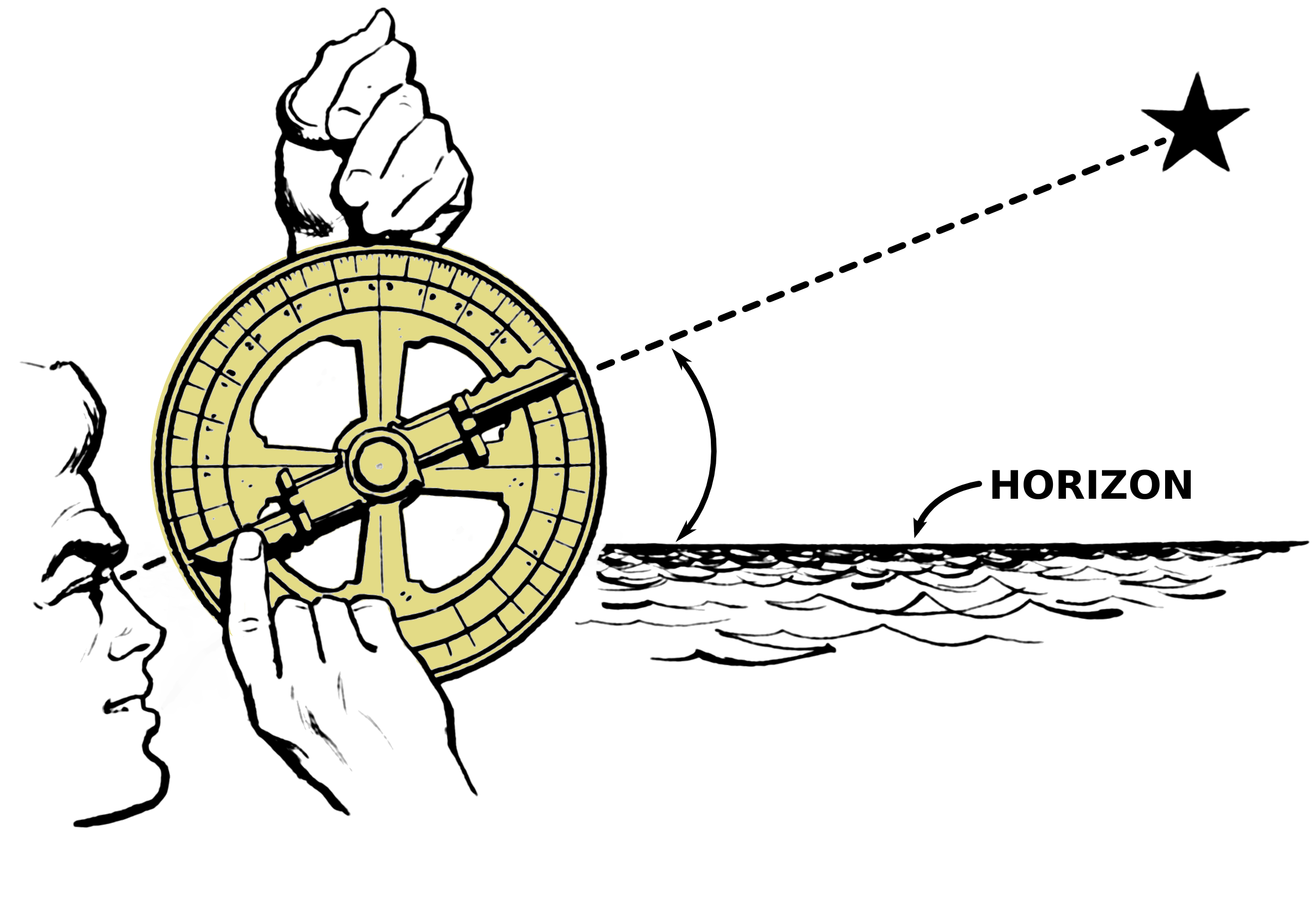
Utilisation d'un astrolabe nautique

Les dates, en siècles, constituent des indications approximatives.
- Milieu du VIIIe siècle - la voie maritime de la route de la soie par cabotage, le long des côtes de l'océan Indien, n'étant pas moins coûteuse que la voie terrestre, la navigation hauturière se développe dans cet océan indien par des marchands qui s'affranchissent ainsi quelque peu des taxes et péages perçues sur le commerce caravanier[3].
- XIIe siècle - La boussole fait son apparition en Méditerranée.
- XIVe siècle - La latitude est obtenue en mesurant la hauteur de l'étoile polaire avec l'astrolabe nautique, puis avec l'anneau astronomique, arbalestrille ou bâton de Jacob, le quart nautique....
- 1416 - L'infant Don Henri de Portugal, pour le perfectionnement de l'art de la navigation, fonde à Sagres, au Portugal, une académie. Grâce à elle, les navigateurs prennent l'habitude des cartes.
- XVe siècle - La conquête de Ceuta en 1415 marque le début des découvertes portugaises. Longtemps appelé « mer des ténèbres », l'océan Atlantique inspire une terreur superstitieuse, le navigateur Gil Eanes mettant fin à ce mythe en 1434 en franchissant le « cap de le Peur »[4].

### Fin duXVesiècle
- 1471 - Des navigateurs portugais franchissent l'équateur.
- 1485 - Martin de Behaim, astronome du roi Jean II de Portugal répand l'usage de tables pratiques de déclinaison du Soleil permettant aux navigateurs de déduire facilement la latitude d'un lieu à l'aide de la hauteur méridienne du Soleil.
- 1487 - Le portugais Bartolomeu Dias contourne l'Afrique par le sud et découvre le Cap de Bonne-Espérance.
- 1492 - Christophe Colomb découvre les Antilles.
- 1498 - Le portugais Vasco de Gama atteint les Indes à Calicut, après avoir accompli le tour de l'Afrique.
- 1499 - Le pilote florentin Amerigo Vespucci, qui fut au service de l'Espagne et du Portugal, propose l'observation des occultations d'étoiles pour la détermination des longitudes. Il a été, semble-t-il, le premier à avoir eu l'idée de la méthode des distances lunaires pour cette même détermination.

Toutes les navigations se font à l'estime en partie rectifiée par l'observation de la latitude (jusqu'à la fin du XVIIIe siècle).

### XVIesiècle

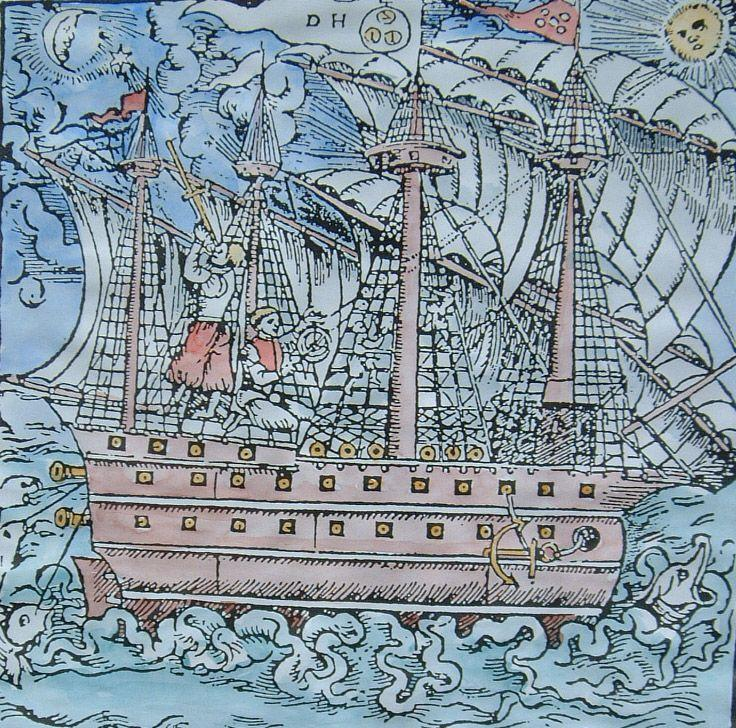
Gravure du XVI illustrant des méthodes de navigation.

- 1503 - Découvertes des Bermudes par Juan de Bermúdez
- 1519-1522 - Tour du monde du portugais Fernand de Magellan (passé au service de l'Espagne) par le détroit de Magellan et le cap de Bonne-Espérance.
- 1524 –L’armateur dieppois Jean Ango fait explorer les côtes de l'Amérique du Nord, depuis la Floride jusqu'à l'actuelle Nouvelle-Écosse (Canada).
- 1534 - Jacques Cartier, de Saint-Malo, explore le Canada.
- 1569 - Publication de La carte du monde à l'usage des navigateurs de Gerardus Mercator.
- 1577 - Description pour la première fois, en Angleterre, du « loch à bateau » (dans un ouvrage de William Bourne).
- 1586 - Invention des lunettes (longues-vues) par Porta.
- 1594 - John Davis (1550-1605), signale dans un petit livre un nouvel instrument nautique de mesure d'angles, le « quartier anglais ».
- 1596 - Le navigateur hollandais Willem Barentsz essaie de se servir de montres.

### XVIIesiècle
- 1610 - Premières observations astronomiques à la lunette, par Galileo Galilei.
- 1616 - Le cap Horn, aperçu par le navigateur anglais Francis Drake en 1578, est doublé par les navigateurs hollandais Jacob Le Maire et Willem Schouten qui lui donnent le nom de la ville natale de Schouten, Hoorn.
- 1631 - Invention du vernier.
- 1635 - Mesure directe par Norvood de la longueur d'un arc de méridien (York - Londres).
- 1657 - Huyghens introduit le pendule comme régulateur des horloges.
- 1664 - Fondation de la compagnie française des Indes orientales.
- 1668 - J.D. Cassini publie des tables des éclipses des satellites de Jupiter, découvertes en 1610 par Galilée.
- 1669-1670 - Mesure par Picard d'un arc de méridien (Paris - Amiens).
- 1675 - Huyghens utilise le ressort spiral comme régulateur des montres.
- 1687 - Publication des Principes mathématiques de la philosophie naturelle par Isaac Newton.

### XVIIIesiècle
- 1714 - Le parlement britannique promet une récompense considérable à qui trouverait une solution acceptable au problème de la détermination de la longitude en mer.
- 1731 - Création par Hadley de l'octant qui allait ouvrir l'ère des « distances lunaires ».
- 1735-1736 - Départs respectivement pour le Pérou (Godin, Bouguer, La Condamine) et la Laponie (Maupertuis, Clairaut, Camus, Le Monnier) des expéditions chargées de la mesure d'un arc de méridien.
- 1736 - Première « horloge marine à longitude » de John Harrison.
- 1749 - D’Après de Mannevilette utilise la méthode des distances lunaires pour déterminer la longitude du navire.
- 1766-1769 - Tour du monde par le détroit de Magellan et le Cap de Bonne-Espérance de Bougainville.
- 1767 - Les distances lunaires sont données par le « Nautical Almanac ».
- 1767 - Essais en mer des chronomètres de Pierre Le Roy.
- 1768 – Essais en mer des chronomètres de Ferdinand Berthoud.
- 1768 - Départ de la première expédition de Cook qui devait au cours de trois voyages explorer le Pacifique dans son ensemble.
- 1774 - Les distances lunaires sont données par la « Connaissance des Temps ».
- 1775 - Invention par Jean-Charles de Borda du cercle à réflexion qui devait être abandonné vers la fin du XIXe siècle.
- 1785 - Départ de l'expédition de La Pérouse dans le Pacifique.

### XIXesiècle
Depuis la fin du XVIIIe siècle la méthode générale pour déterminer le point à la mer avec les chronomètres consiste à obtenir la latitude par une hauteur méridienne de soleil et la longitude par une hauteur horaire (Ancienne méthode du Point à midi).
La deuxième moitié du XIXe siècle voit le triomphe des chronomètres sur les distances lunaires pour la détermination des longitudes.
- 1837 - Le capitaine américain Sumner découvre la « droite de hauteur ».
- 1875 - Marcq Saint-Hilaire publie sa méthode du « Point rapproché » pour déterminer les éléments d'une droite de hauteur.
- 1875-1880 - Au lieu de déterminer séparément la latitude et la longitude, on commence à naviguer, particulièrement à partir de cette époque, en faisant appel aux droites de hauteur.